# Henry Spira
Henry Spira (nacido Henri Spira, 19 de junio en Amberes, 1927 - 12 de septiembre de 1998) es reconocido como uno de los activistas por los derechos de los animales más efectivos del siglo XX.
A Spira se le da crédito por ser el gestor de la idea del movimiento de protección animal de la "vergüenza reintegrativa", que se basa en animar a los oponentes a cambiar trabajando con ellos en un esfuerzo por hacerles sentir culpabilidad en lugar de rechazarlos y vilipendiarlos. Trabajando con Animal Rights Internacional, un grupo que fundó en 1974, Spira es especialmente recordado por sus exitosas campañas contra la experimentación con animales en el Museo Americano de Historia Natural en 1976, dónde gatos eran mutilados para investigación sexual, y por su famoso anuncio de página completa en The New York Times en 1980,  mostrando un conejo con esparadrapo sobre los ojos que preguntaba, ¿Cuántos conejos tiene que cegar Revlon en beneficio de la belleza?. En un año, Revlon ha donado 750.000 dólares a una fundación para investigar alternativas a la experimentación animal, y ha sido seguida por donaciones sustanciales de Avon, Bristol Meyers, Estée Lauder, Max Factor, Chanel, y Mary Kay Cosmetics que condujeron a la creación del Center for Alternatives to Animal Testing (Centro por las Alternativas a la Experimentación con Animales).
La biografía de Spira ha sido recogida en el libro de Peter Singer Ethics Into Action: Henry Spira and the Animal Rights Movement (1998), publicado en castellano bajo el título: Ética en acción. Henry Spira, el activista que doblegó a las multinacionales (2023).

## Primeros años
Spira nació en Amberes, Bélgica de Maurice Spira y Margit Spitzer Spira. El padre de Maurice se dedicaba al comercio de diamantes a Hungría; su abuelo materno había llegado a convertirse en el rabino en cabo de Hamburgo. La familia disponía de comodidad financiera, Henri tenca una niñera y estudió en un lycée de habla francesa. Cuando tenía diez años, su padre se marchó a Panamá, y el resto de la familia se mudó a Alemania a vivir con la familia de Margit. Spira se unió a un grupo juvenil judío y empezó a aprender hebreo.
Su padre volvió por ellos el 1938; había abierto una tienda de venta de ropa barata y joyería, sobre todo para marineros, y Alemania se había vuelto menos segura para los judíos. Henry fue enviado en una escuela católica romana portada llevada monjas, donde las lecciones eran impartidas en español, pero le disgustaba fuertemente el enfoque superreligioso de la escuela y fue relevado cuando su padre se quedó sin dinero y no pudo continuar permitirse las cuotas. Pasó el año siguiente trabajando en la tienda de su padre.

### Nueva York y Hashomer Hatzair
Cuando tenía trece años, en diciembre de 1940, la familia embarcó hacia Nueva York por La Habana con el SS Copiapo. Su padre cogió un trabajo en la industria del diamante y alquiló un apartamento en la calle 104 oeste. Henry fue enviado a la escuela pública. Continuó estudiando hebreo, pagando él mismo las lecciones con trabajos de vacaciones, tuvo su ceremonia de Benei Mitzvá y empezó a llevar una kipá.
El 1943, mientras estaba en la escuela secundaria Stuyvesant, se relacionó con Hashomer Hatzair, un grupo sionista de izquierdas, no religioso, que ayudó a preparar a los jóvenes judíos para vivir en un kibutz en Palestina. Había colonias de verano, donde se les enseñaba a cultivar, se hacían muchas caminatas y había lecciones sobre la igualdad de hombres y mujeres. Peter Singer escribe que el antimaterialismo y la independencia de pensamiento que Spira aprendió de su tiempo con Hashomer Hatzair, donde adoptó su nombre hebreo, Noah, se mantuvieron con él durante el resto de su vida. Decidió marcharse de casa cuando tenía dieciséis años, cogiendo alojamiento y un trabajo por la tarde en un taller mecánico y asistiendo a la escuela por las mañanas.

### Vida en la marina mercante y el ejército
Se marchó de Nueva York el 1945 para convertirse en marinero mercante, pero fue incluido en la lista negra como riesgo de seguridad en marzo de 1952, durante la era McCarthy, a causa de su implicación en la política de izquierda; su presencia en un barco mercante norteamericano fue considerada "hostil para la seguridad del gobierno de los Estados Unidos", se le dijo. Más tarde, le dijo a Peter Singer: "Pensé que era parte del juego: lucha contra el sistema y ellos se vengarán de ti".
Fue reclutado en el ejército de los Estados Unidos, sirviendo en Berlín el 1953-54. Peter Singer escribe que Spira también participó en el movimiento por los derechos civiles e informó sobre el ascenso al poder de Fidel Castro en Cuba para The Militant, un diario de izquierda.
Después de dos años en el ejército, trabajó en la fábrica de General Motors en Linden, 
Nueva Jersey, en la cadena de montaje. En 1958 se graduó como estudiante adulto en el Brooklyn College de Nueva York, y en 1966 empezó a enseñar literatura inglesa en un instituto de Nueva York, enseñando a los estudiantes de los guetos.

## Activismo
Spira contó a The New York Times que se interesó inicialmente por los derechos de los animales a comienzos de la década de 1970 después de observar al gato de su novia: "Me empecé a preguntar sobre la conveniencia de acariciar a un animal mientras clavamos el cuchillo y el tenedor en otro."
Una de las mayores influencias de Spira fue el libro de 1975 de Peter Singer Liberación animal.
En 1974, fundó Animal Rights International (ARI) y en 1976 dirigió la campaña de ARI contra la vivisección de gatos en el Museo Americano de Historia Natural, que estaba investigando el impacto de ciertos tipos de mutilaciones, incluida la castración, en la vida sexual de los gatos. El museo paró la investigación en 1977, y la campaña de Spira fue aclamada como la primera en tener éxito en detener experimentos con animales.
Otro campaña muy conocida tuvo como objetivo el uso de la prueba de Draize por parte de la empresa de cosméticos Revlon, que implicaba el goteo de sustancias en los ojos de los animales, normalmente conejos, para determinar si eran o no tóxicas. El 15 de abril de 1980, Spira y ARI publicaron un aviso de página completa en el New York Times, con la cabecera ¿Cuántos conejos tiene que cegar Revlon en beneficio de la belleza?. Como resultado de esto, Revlon empezó a investigar alternativas "libres de crueldad".
Spira tomó una fotografía de un primate que había sido aprisionado durante meses en una silla del Hospital Naval de Bethesda para Black Star Wire Service, que la envió por todo el mundo. Ésta fue mostrada a Indira Gandhi, primera ministra de India, que canceló las exportaciones de monos a los Estados Unidos, porque la fotografía sugería que el ejército de este país había estado violando el acuerdo con la India de evitar la experimentación militar en animales.
Otras campañas tuvieron como objetivo el marcaje en el rostro del ganado, la industria de las aves de corral y el gigante de la comida rápida KFC (con un anuncio que combinaba un cubo de KFC con un inodoro). No obstante, Spira fue un defensor de un cambio gradual, negociando con McDonald's, por ejemplo, unas mejores condiciones en los mataderos de sus proveedores. Probó ser especialmente adepto a utilizar como palanca el poder de las, más grandes, organizaciones por el bienestar animal, como la Humane Society of the United States, para avanzar en sus campañas.
Spira murió de cáncer esofágico en 1998.